# Utricularia nephrophylla
Utricularia nephrophylla — вид рослин із родини пухирникових (Lentibulariaceae).

## Середовище проживання
Ендемік пд.-сх. Бразилії — Ріо-де-Жанейро.